# Lucien Polimann
Lucien Polimann (ou le chanoine Polimann) (Dainville-Bertheléville, 19 novembre 1890 – Bar-le-Duc, 8 février 1963), est un clerc et un homme politique.

## Origine familiale et formation
Angèle Lucien Émile Polimann est né le 19 novembre 1890 à Dainville-Bertheléville (Meuse). Il est fils d'agriculteurs. Il fait ses études au petit séminaire de Verdun, à partir de 1903, puis à Reims à l'école Saint-Joseph, à Bar-le-Duc, puis au grand séminaire de Verdun en 1908.

## Un clerc influent et actif dans la Meuse
Il est ordonné prêtre le 29 juin 1913, à 22 ans. D'abord vicaire de l'église Saint-Étienne de Bar-le-Duc, il est bientôt directeur de l'école privée catholique d'Etain. Après la Grande Guerre, il est directeur de l'école Saint-Jean Baptiste de Bar-le-Duc en 1919. Il anime des manifestations catholiques dans son département contre la politique jugée anticléricale du président du conseil Édouard Herriot, au moment du Cartel des gauches en 1924-1925. Il anime l'Union catholique du diocèse de Verdun, affiliée à la Fédération nationale catholique. Il est aumônier du groupement de Bar-le-Duc de la Ligue patriotique des Françaises. Il fonde en 1930 le Cercle Foch à Bar-le-Duc destiné aux jeunes gens catholiques.
Il est nommé par l'évêque de Verdun Mgr Ginisty sous-directeur des œuvres diocésaines, chanoine honoraire en 1929, puis vicaire général honoraire et directeur des œuvres diocésaines en 1934, alors qu'il a été élu député l'année précédente.
Il participe au combat des catholiques contre la franc-maçonnerie. Il est par exemple l'orateur de l'assemblée générale de l'Action catholique lorraine à Metz en mars 1935. Il appelle au « grand nettoyage » et demande aux auditeurs de « démasquer les francs-maçons dont on sent partout la main et les hommes du front commun ». Il a voté à la Chambre, avec 90 autres députés, l'amendement déposé par René Dommange en décembre 1935 contre la franc-maçonnerie, à l'occasion du débat sur les ligues.
Il collabore enfin au périodique la Croix meusienne  - il signe les éditoriaux à partir de 1934 - et en devient directeur de 1940 à 1944, sous l'Occupation, quand le journal est autorisé à reparaître.
Après la Libération et son séjour en prison, il est curé de Dainville-Bertheléville de 1948 à 1963. Il meurt à Bar-le-Duc le 8 février 1963.

## Combattant de la Première et de la Seconde Guerre mondiale
Aumônier volontaire militaire en 1914, il est incorporé. Il est aspirant, sous-lieutenant en 1915 puis lieutenant en 1916 au 137e régiment d'infanterie. Il combat à Verdun où il s'illustre lors de l'épisode légendaire de la tranchée des Baïonnettes en juin 1916. Fait prisonnier, il est en captivité en Allemagne jusqu'en 1919. Il revient de la guerre avec la Légion d'honneur et la Croix de guerre 14-18, avec trois citations.
Il devient président des Anciens combattants de Bar-le-Duc, vice-président de l'Union des prêtres anciens combattants de la Meuse à partir de 1924 puis vice-président de la principale association d'anciens combattants de la Meuse, la Fédération meusienne,. Il est promu capitaine de réserve en 1927 et commandant en 1938. Il incarne à la Chambre des députés dans l'entre-deux-guerres les prêtres anciens combattants marqués par l'expérience des tranchées, à l'instar du chanoine Desgranges et de l'abbé Bergey.
Il est combattant volontaire en 1939-1940. Il commande le 3e bataillon du 294e régiment d'infanterie. Il combattit dans la Meuse puis avec une partie de ses troupes fit retraite jusqu'à Moulins dans l'Allier où il s'illustra le 18 juin 1940 dans la défense du Pont de fer, le pont ferroviaire qui franchit l'Allier ce qui lui vaudra en août 1941, une citation à l'ordre de l'armée par le général Huntzinger, secrétaire d'État à la Guerre et commandant des forces terrestres de l'Armée d'armistice et la rosette de la Légion d'honneur, décernée par le régime de Vichy en 1941.

## Carrière politique
Aux élections législatives de 1932, il soutient publiquement Louis Jacquinot lors de la campagne électorale pour la députation de la Meuse (circonscription de Commercy).
Bénéficiant de l'accord de l'évêque de Verdun, Mgr Ginisty, il se présente lui-même l'année suivante à la députation, dans la circonscription de Bar-le-Duc et est élu député de la Meuse, au second tour le 27 août 1933, avec l'étiquette de « l'Union nationale », remportant 57 % des suffrages exprimés. Il a alors 34 ans. Il devient alors à cette date le deuxième prêtre à siéger à la Chambre des députés, avec l'abbé Desgranges, élu depuis 1928. Il siège au groupe du Centre républicain. 
Il est battu aux élections cantonales en octobre 1934 dans le canton d'Ancerville, au second tour, mais il est élu conseiller général du canton de Bar-le-Duc au premier tour en mars 1935. La même année, il devient conseiller municipal de Bar-le-Duc et voit la victoire de la liste qu'il menait. Il est réélu député en 1936 en tant que « républicain d'union nationale », au premier tour avec 61,6 % des suffrages exprimés. En revanche, il est battu aux élections cantonales d'octobre 1937 au second tour, par un socialiste SFIO.
Lucien Polimann a été membre des Croix-de-Feu. Depuis 1930, les Croix de feu de Bar-le-Duc sont proches des associations d'anciens combattants de la commune or la principale d'entre elles est présidée par Polimann. La Croix meusienne soutient activement la ligue du colonel de La Rocque en 1935 et 1936. Il est également proche de la Ligue de défense paysanne de la Meuse. Il a tenu à prendre part aux manifestations paysannes de Bar-le-Duc en 1933 et en mai 1935. La Ligue le soutient en 1936.
En 1936, il siège au groupe des Républicains indépendants et d'action sociale à la Chambre. Il refuse de rejoindre le groupe parlementaire du Parti social français mais il adhère au comité parlementaire de défense des libertés républicaines et de sympathie pour le PSF. Il participe aux travaux du congrès de ce parti à Paris en 1937.
En juillet 1936, il tente de créer un « Rassemblement national meusien », afin de « favoriser l'union, sur un terrain patriotique et républicain » face « aux empiètements de Moscou qui prépare la révolution avec la complicité du gouvernement du Front populaire »,. Un meeting est organisé à Bar-le-Duc le 2 août, avec Polimann, le jeune député de Nancy François Valentin, François Beaudoin, député agraire mosellan, et Jean Fernand-Laurent, député de Paris, auquel assistent plusieurs milliers de personnes. Malgré des appels répétés à l'adhésion et à la formation d'un « Rassemblement meusien » dans les semaines qui suivent, son projet avorte assez rapidement. Il n'a pas été suivi par les autres élus meusiens et son projet faisait double emploi avec celui du Rassemblement national lorrain. Il collabore d'ailleurs par la suite avec ce RNL ; il est ainsi l'un des orateurs d'une de ses réunions à Nancy en février 1939.
Au début de l'année 1939, il se rend en Espagne pendant une semaine avec d'autres parlementaires et clercs. Le tableau qu'il en ramène, publié dans La Croix meusienne, est manichéen : l'Espagne de Franco se caractérise selon lui par l'absence de chômage, la tranquillité, un accueil aimable et une vie normale alors que la Catalogne « rouge » se caractériserait par la privation, la crainte, la servilité et les destructions. Il fait ensuite une série de conférences pour présenter son séjour en Espagne. Il insiste essentiellement sur les récits de torture qui ont frappé les clercs, sur les prisons de Barcelone et sur les exécutions : il n'y a pas d'exemple selon lui de « pire sauvagerie ». Il présente aussi son séjour lors d'une réunion du RNL à Nancy en février 1939, en compagnie de parlementaires comme Xavier Vallat, qui s'est aussi rendu en Espagne.

## Favorable au gouvernement de Vichy durant l'Occupation
Il aurait rencontré le maréchal Pétain le 20 juin 1941. Le 10 juillet 1940, à Vichy, il vote les pleins pouvoirs au maréchal Pétain. Le 14 juillet, il dit la messe entouré de trois évêques en l'église Saint-Louis de Vichy, en présence de Pétain et du gouvernement.
Il est nommé membre du Conseil national consultatif de Vichy en 1941, membre en 1943 du Conseil départemental et membre du directoire de la Légion française des combattants. Il est titulaire de la Francisque en 1942.
Il appuie dans ses conférences et ses articles de La Croix meusienne le régime de Vichy, l'idéologie de la Révolution nationale et le maréchal Pétain. Il se prononce aussi pour la Relève, le STO, la croisade contre le communisme menée par la Légion des volontaires français contre le bolchevisme, et le rapprochement franco-allemand, allant jusqu'à dénoncer l'action des résistants.
Il est arrêté, interné à la prison de Nancy, jugé du 17 au 19 décembre 1945 par la Cour de justice de Nancy et condamné à 5 ans de réclusion, alors que sa correspondance ainsi que des témoins attestent de ses nombreuses interventions en faveur de personnes, résistantes ou non, menacées d'arrestation ou de déportation,,. Mais il n'est emprisonné que trois ans, jusqu'en janvier 1948. Il a aussi été condamné à la dégradation nationale à vie mais cette peine a été supprimée par grâce présidentielle en 1947. Il est amnistié en 1953. 
Il demeure maréchaliste sinon pétainiste ; il déclare en effet : « Des millions de Français ignorent encore ce que le maréchal Pétain a fait pour eux pendant l'occupation. Ceux qui l'approchèrent (...) savent par quelle générosité il se mit au service des infortunés, avec quelle habilité il s'efforçait de déjouer les mauvais tours de l'occupant (...) ».

## Décorations
- Chevalier de la Légion d'honneur (1922)
- Officier de la Légion d'honneur (1941) ;  décoration retirée à compter de novembre 1945[30]
- Croix de guerre 1914–1918 (trois citations)
- Ordre de la Francisque (1942, révoquée à la Libération)